# Зелена лига
Зелена лига (фин. Vihreä liitto, швед. Gröna förbundet) је зелена политичка партија у Финској. Председник је Тоуко Алто.
Партија је основана 28. фебруара 1987. године а као политичка партија регистрована је следеће године. Зелена лига 1995. године постаје прва европска зелена партија која улази у власт.
Прва два представника у Парламенту била су изабрена пре регистрације странке на изборима 1983. године. То су били први независни посланици у Финском парламенту. На изборима 1987. године број места повећан је на четири, а 1991. године на десет.
Више од половине зелених било је против приступања Финске Европској унији 1994. године. Касни истраживања јавног мњења показала су да је већина зелених и против приступања Еврозони.
После избора 1995. године Зелена лига осваја девет посланичких места, и улази у коалициони кабинет са Социјал демократима, а Пека Хаависто постаје први министар Екологије из неке зелене партије у Европи. Избори 1999. године доносе Зеленима 7,3% гласова и 11 места у Парламенту. Зелени су и даље део владајуће коалиције све до протеста 2002. године против владине одлуке о изградњи нове нуклеарне електране. На изборима 2003. године Зелена лига осваја 8% гласова и 14 места. Избори одржани 2007. године донели су Зеленој Лиги 8,5% и 15 посланичких места.
На изборима за Европски парламент 2009. године Лига је освојила 2 места од укупно 13 колико припада Финској.
На локалном нивоу, Зелена лига је важан фактор у свим већим градовима Финске. На локалним изборима 2002. године освојили су 7,7% гласова. У главном граду Хелсинкију Зелена лига је друга најјача партија са освојених 23,5% гласова. У неколико других градова је трећа по броју гласова.
Зелена лига је једна од четири партија које чине владајућу већину у Финској од априла 2007. године. Имају два места у влади, то су председница партије Ани Синимаки (рад) и бивша председница партије Туија Бракс (правосуђе).